# Porella donoghueorum
Porella donoghueorum is een mosdiertjessoort uit de familie van de Bryocryptellidae. De wetenschappelijke naam van de soort is voor het eerst geldig gepubliceerd in 2005 door Dick, Grischenko & Mawatari.